# Wahlenbergia hirsuta
Wahlenbergia hirsuta là loài thực vật có hoa trong họ Hoa chuông. Loài này được (Edgew.) Tuyn miêu tả khoa học đầu tiên năm 1960.